# SS Oregon (1882)
Ne doit pas être confondu avec SS Oregon (1883) de la Guion Line
Le SS Oregon, premier du nom, est un paquebot transatlantique de la compagnie maritime britannique Dominion Line construit en 1882. Il est le quatrième bateau construit chez Charles Connell & Co à Glasgow, Écosse. Il dessert la ligne transatlantique entre Liverpool et Halifax et Québec.
Revendu quelques années plus tard en 1896, il est racheté par la Furness Line. Affrété par la HAPAG pendant quelques mois en 1896. Il est démantelé peu de temps après en 1897 à Gênes.

## Histoire

### Carrière pour la Dominion Line
La Dominion Line est une compagnie maritime britannique qui propose un service hebdomadaire sur la ligne transatlantique. Face à la concurrence de ses rivales, la Cunard Line, la White Star et l'Inman Line, elle aligne de nombreux paquebots entre 1855 et 1918 dont deux autres la même année que le SS Oregon : le British Prince et le Sarnia. Compte tenu des temps de trajet (un peu plus d'une semaine), le SS Oregon ne peut proposer qu'une fois par mois un service dans chaque sens. Le paquebot permet de lier Liverpool à Québec, Halifax ou encore Portland en faisant escale dans les ports de Londonderry, Belfast, Montréal, etc.

### Carrière pour la Furness Line
En 1896, le SS Oregon est vendu à la Furness Line, il sera affrété par la HAPAG (Hamburg Amerikanische Packetfahrt Actien Gesellschaft, aussi connue sous le nom The Hamburg America Line) et effectuera son premier voyage pour cette compagnie le 10 octobre 1896 reliant New York, Naples, Gênes et Livourne. Il est finalement démantelé en 1897 à Gênes.

## Caractéristiques

### Caractéristiques techniques
L’Oregon est un navire en fer d'environ 3 700 tonnes, classé 100 A1 à Lloyd, et avec un certain nombre de suppléments au-delà des exigences de Lloyd. Il possède les mêmes caractéristiques en taille que son prédécesseur le Sarnia mais son tonnage est plus petit. Les moteurs sont construits par MM. John et James Thomson. Ils ont une capacité de 373 000 watts (500 HP), et sont susceptibles d'être exploités jusqu'à 1 865 000 watts (2 500 HP). Les cylindres fonctionnent sous une haute pression de 3,30 bars (48 PSI), une basse pression de 5,99 bars (87 PSI) et ont une course de 1,3716 mètre (4 pieds 6 pouces). La vapeur d'eau est fournie par trois chaudières avec quatorze foyers et la pression de travail est de 80 lbs (unité anglaise).

### Aménagement
L’Oregon a quatre ponts : un tablier du pont long de 41,148 m, formant une magnifique promenade pour les passagers des cabines ; un pont turtle-back qui couvrait l'entrepont ; un poste d'équipage à l'avant, au milieu le bureau du capitaine, les officiers et les ingénieurs. Il ressemble en tous points au Sarnia, qui a été récemment lancé par la Dominion Line. Ses ponts sont construits en fer et recouverts de bois, ce qui donne une grande solidité et une grande rigidité au navire. Le salon occupe le milieu du bateau. La salle principale est à l'avant du moteur, et elle s'étend sur toute la largeur du navire. Elle est éclairée par des hublots sur les côtés et par une ouverture au centre du plafond. Une caractéristique importante de l’Oregon est la dimension des entreponts, en particulier le pont principal et supérieur, l'entrepont, qui offrent une ventilation parfaite.